# Mariana Treviño
Mariana Treviño Ortiz (Monterrey, Nuevo León, 21 de novembre de 1976) és una actriu mexicana. És coneguda principalment pel seu paper d'Isabel Iglesias, en la sèrie original de Netflix, Club de Cuervos.
En 1990, va entrar a l'Escola Superior de Música i Dansa de l'Institut Nacional de Belles arts, INBA per a estudiar la carrera de Dansa Contemporània, per a després estudiar actuació en la Neighborhood Playhouse School of the Theatre, a la ciutat de Nova York i en el Berklee College of Music a Boston. També va cursar la carrera de Llengua i Literatura Modernes Angleses a la Facultat de Filosofia i Lletres de la UNAM.
Durant el temps que va viure als Estats Units, va participar en les posades en escena Words, Words, Words de David Ives, Tractor de Heiner Müller i Homegirls on the Prowl de Cyn Cañel.
Es va donar a conèixer gràcies a la seva participació en el musical Mentides, va ser durant aquest període que va cridar l'atenció del director Manolo Caro i est la va convidar a participar en la seva pel·lícula No sé si cortarme las venas o dejármelas largas (2013). Professionalment és coneguda per les pel·lícules Amor de mis amores (2014), Cómo cortar a tu patán (2017) i la sèrie Club de Cuervos de Netflix (2015).
La seva actuació li ha valgut dues nominacions a l'Ariel, una per Millor Actriu de repartiment a La vida inmoral de la pareja ideal i l'altre com a millor actrriu en un paper menor a El sueño del Mara'akame.
El 2018 va participar en la pel·lícula Overboard (amb el paper de Sofía.
El 2020 rep el seu primer protagonista compartit per a telenovel·la amb l'actriu Ilse Salas en l'aclamada 100 días para enamorarnos de Telemundo.
Finalment el 2021 rep el seu primer protagonista en solitari sent l'heroïna de Cecilia producció original del catàleg de streaming de Paramount+.

## Filmografia

### Cinema
| Any  | Pel·lícula                                      | Rol                    | Director              | Notes             |
| ---- | ----------------------------------------------- | ---------------------- | --------------------- | ----------------- |
| 2013 | Tercera llamada                                 | Ceci                   | Francisco Franco Alba |                   |
| 2013 | No sé si cortarme las venas o dejármelas largas | Carmela                | Manolo Caro           |                   |
| 2014 | Amor de mis amores                              | Shayla                 | Manolo Caro           |                   |
| 2014 | Elvira, te daría mi vida pero la estoy usando   | Guille                 | Manolo Caro           |                   |
| 2015 | Una última y nos vamos                          | Hilda                  | Noé Santillán-López   |                   |
| 2016 | Sabrás que hacer conmigo                        | Gaby                   | Katina Medina Mora    |                   |
| 2016 | Kung Fu Panda 3                                 | Mei Mei                | Jennifer Yuh Nelson   | (Veu de doblatge) |
| 2016 | El sueño del Mara'akame                         |                        | Federico Cecchetti    |                   |
| 2016 | La vida inmoral de la pareja ideal              | Beatriz Jiménez Torres | Manolo Caro           |                   |
| 2017 | Ferdinand                                       | Lupe                   | Carlos Saldanha       | (Veu de doblatge) |
| 2017 | Cómo cortar a tu patán                          | Amanda Lozano          | Gabriela Tagliavini   |                   |
| 2018 | Hombre al agua                                  | Sofía Montenegro       | Rob Greenberg         |                   |
| 2018 | Eres mi pasión                                  | Luly                   | Anwar Safa            |                   |
| 2018 | Perfectos desconocidos                          | Flora                  | Manolo Caro           |                   |
| 2019 | Dedicada a mi Ex                                | Victoria               | Jorge Ulloa           |                   |
| 2019 | La vida secreta de tus mascotas 2               | Daisy                  | Chris Renaud          | (Veu de doblatge) |
| 2019 | Polvo                                           | Jacinta                | José María Yazpik     |                   |
| 2019 | Los Rodríguez y el más allá                     | Cristina Rodríguez     | Paco Arango           |                   |
| 2020 | La liga de los 5                                | La Catrina             | Marvick Núñez         | (Veu de doblatge) |

### Televisió
| Any       | Títol                       | paper                | Notes                         |
| --------- | --------------------------- | -------------------- | ----------------------------- |
| 2011      | Cuestión de Corbatas        | Natalia              | Curtmetratge                  |
| 2013      | Cásate conmigo, mi amor     | Amaya                | 1 episodi                     |
| 2013      | Alguien más                 | Katy                 | 5 episodis                    |
| 2015-2019 | Club de Cuervos             | Isabel Iglesias      | Elenc principal, 43 episodis  |
| 2018      | La balada de Hugo Sánchez   | Isabel Iglesias      |                               |
| 2019-2020 | La casa de las flores       | Jenny Quetzal        | Elenco principal, 7 episodis  |
| 2020      | Narcos: México              | Cecilia Rosado       | Invitada especial, 3 episodis |
| 2020-2021 | 100 días para enamorarnos   | Remedios Rivera      | Protagonista                  |
| 2021      | Cecilia                     | Cecilia Navarro      | Protagonista                  |
| 2022      | Érase una vez... pero ya no | Reina Dolores / Lola | Protagonista                  |

### Teatre
| Any       | Títol                                | Rol            | Notes                       |
| --------- | ------------------------------------ | -------------- | --------------------------- |
| 2009-2012 | Mentiras: el musical                 | Lupita         | Ocesa Teatro / Mejor Teatro |
| 2015      | Nunca es tarde para aprender francés | Loretto "Lolo" | Producciones Caro           |
| 2015-2016 | Annie: Anita la huerfanita           | Lily St. Regis | Ocesa Teatro                |